# Young Thug

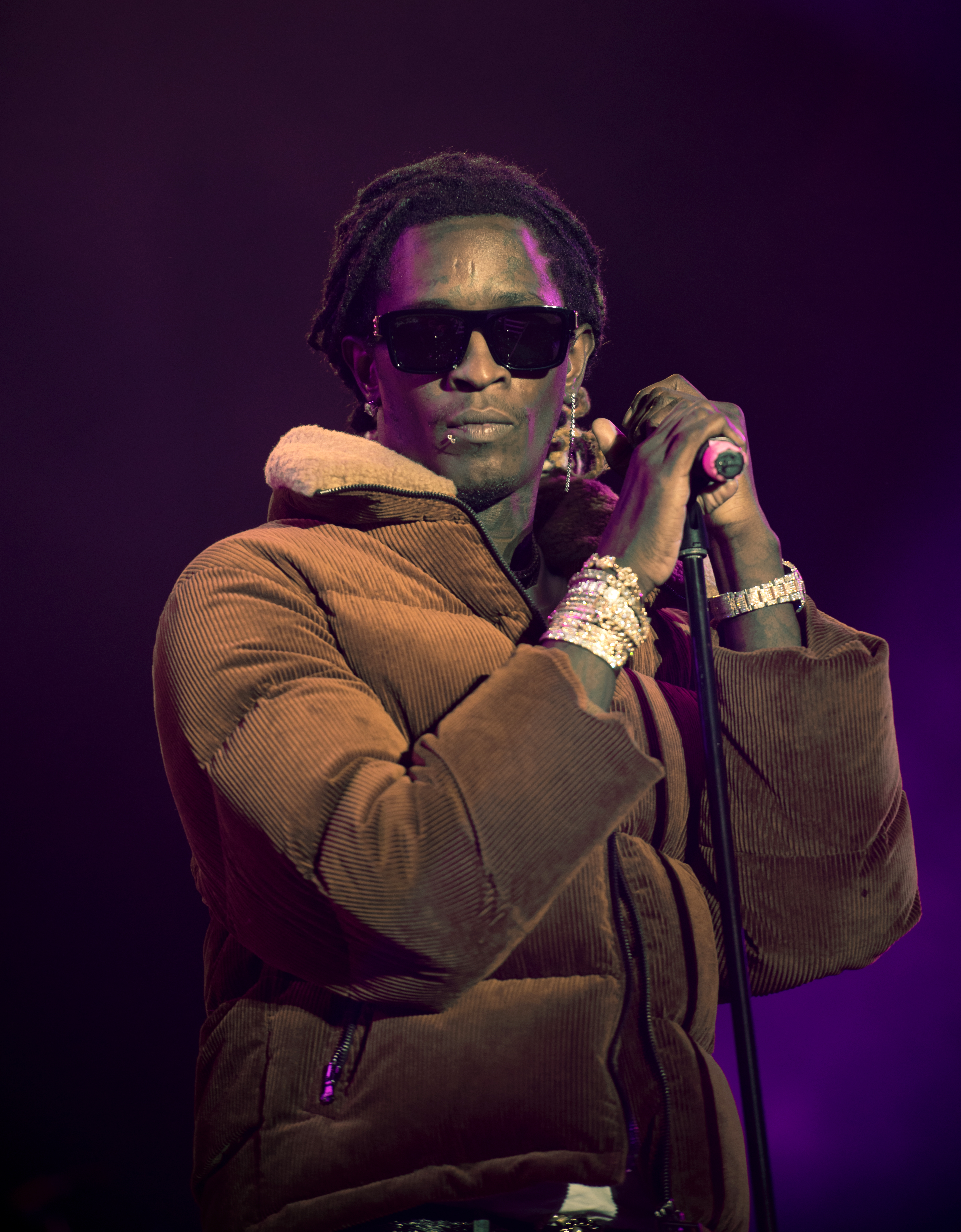
Young Thug (2019)

Young Thug (* 16. August 1991 in Atlanta, Georgia als Jeffery Lamar Williams) ist ein US-amerikanischer Rapper.

## Leben
Williams wuchs mit zehn Geschwistern im Stadtteil Sylvan Hills von Atlanta auf. Seine Karriere als Rapper begann 2011. Er nahm von 2011 bis 2012 die Mixtape-Serie I Came from Nothing auf. Diese erregte die Aufmerksamkeit des Rappers Gucci Mane, der den jungen Künstler 2013 zu seinem Label 1017 Records (Vertrieb: Atlantic Records) holte. Dort erschien auch Young Thugs viertes Mixtape 1017 Thug, das unter anderem von Pitchfork, Complex, FACT, dem Rolling Stone und The Guardian gelobt und in den Jahresendlisten aufgenommen wurde. Das Lied Picacho, welches auf dem Tape zu hören war, fand sich in mehreren Bestenlisten aus 2013 wieder.
Der Durchbruch gelang ihm 2014 mit der Single Stoner, die bis auf Platz 47 der Billboard Hot 100 stieg. Es erschienen einige inoffizielle Remixe des Liedes, unter anderem von Wale, Jim Jones, Jadakiss und Trick-Trick, die jedoch nicht auf Gegenliebe bei Young Thug stießen.
2014 erschienen zwei Kolloborations-Mixtapes, eines mit Bloody Jay (Black Portland) und eines mit Gucci Mane (Young Thugga Mane La Flare) sowie mehrere digitale Alben. Gastparts hatte er auf Charthits von T.I., Tyga, Rich Gang & Rich Homie Quan sowie Rae Sremmurd & Nicki Minaj. Lil Wayne imitierte auf einem Disstrack Young Thugs Stil. Young Thug wechselte 2014 zu 300 Entertainment. Samplerbeiträge erschienen auf Mass Appeal Vol. 1 (Mass Appeal Records) und Rich Gang 2. Robert Christgau bezeichnete das Mixtape Black Portland als viertbestes Album 2014.
Eine Zeitlang arbeitete Young Thug an seinem Debütalbum, das er in Reminiszenz an Lil Wayne als Tha Carter VI betiteln wollte. Jedoch kam es zu einem kleinen Beef zwischen ihm und Wayne. Lil Wayne forderte bei einer Show seine Zuhörer auf, Young Thug nicht mehr zu unterstützen. Young Thug verwarf daraufhin den Titel, benannte das Album in Barter 6 um und brachte es als Mixtape heraus. Seitdem kamen fünf weitere Mixtapes heraus, Slime Season, Slime Season 2, I’m Up, Slime Season 3 und Jeffery; die letzten drei schafften es in die US-Albumcharts. Sein nächstes Album Easy Breezy Beautiful Thugger Girls (Abk. E.B.B.T.G) erschien 2017.
Im Jahr 2022 wurden Williams Verstöße gegen den Georgia RICO Act sowie 56 Fälle von illegalem Drogenhandel und Waffenbesitz vorgeworfen. Zusammen mit 27 weiteren Mitgliedern von YSL Records wurde er wegen Bandendelikten festgenommen. Ihm wurde viermal die Freilassung auf Kaution verweigert. Sein Prozess begann November 2023. Er bekannte sich bei einigen Anklagepunkten schuldig, anderen trat er nicht entgegen, aber ohne sich schuldig zu bekennen (Nolo contendere). Im Oktober 2024 wurde er aus der Haft entlassen. Er wurde verurteilt zu einer Haftstrafe, die mit dem bisherigen Gefängnisaufenthalt bereits verbüßt war, und zu 15 Jahren Bewährung.

## Rapstil
Young Thug ist ein Rapper, der dem typischen Southern-Rap-Stil angehört. Vergleichsgrößen sind daher andere Rapper aus diesem Genre wie Future, Lil B und Lil Wayne oder auch Gucci Mane. Sein Stil ist im typischen Southern-Slang gehalten, das heißt mit etwas verwaschener Aussprache und Einflüssen aus dem Dancehall und dem Trap. Young Thug verwendet außerdem gesungene Hooks auf Auto-Tune. Als Image wählte er das eines D-Boys, also eines Drogendealers.

## Diskografie
Studioalben

| Jahr | Titel Musiklabel                          | Höchstplatzierung, Gesamtwochen, AuszeichnungChartplatzierungen (Jahr, Titel, Musiklabel, Platzierungen, Wochen, Auszeichnungen, Anmerkungen) | Höchstplatzierung, Gesamtwochen, AuszeichnungChartplatzierungen (Jahr, Titel, Musiklabel, Platzierungen, Wochen, Auszeichnungen, Anmerkungen) | Höchstplatzierung, Gesamtwochen, AuszeichnungChartplatzierungen (Jahr, Titel, Musiklabel, Platzierungen, Wochen, Auszeichnungen, Anmerkungen) | Höchstplatzierung, Gesamtwochen, AuszeichnungChartplatzierungen (Jahr, Titel, Musiklabel, Platzierungen, Wochen, Auszeichnungen, Anmerkungen) | Höchstplatzierung, Gesamtwochen, AuszeichnungChartplatzierungen (Jahr, Titel, Musiklabel, Platzierungen, Wochen, Auszeichnungen, Anmerkungen) | Anmerkungen                                                 |
| Jahr | Titel Musiklabel                          | DE | AT | CH | UK | US | Anmerkungen                                                 |
| ---- | ----------------------------------------- | --- | --- | --- | --- | --- | ----------------------------------------------------------- |
| 2019 | So Much Fun YSL • 300 • Atlantic          | DE66 (1 Wo.)DE | AT38 (1 Wo.)AT | CH15 (3 Wo.)CH | UK9 Silber · (6 Wo.)UK | US1 Platin · (93 Wo.)US | Erstveröffentlichung: 16. August 2019 Verkäufe: + 1.125.000 |
| 2021 | Punk YSL • 300 • Atlantic                 | DE55 (1 Wo.)DE | AT17 (1 Wo.)AT | CH10 (2 Wo.)CH | UK22 (1 Wo.)UK | US1 (11 Wo.)US | Erstveröffentlichung: 15. Oktober 2021                      |
| 2023 | Business Is Business YSL • 300 • Atlantic | DE22 (1 Wo.)DE | AT13 (… Wo.)AT | CH6 (2 Wo.)CH | UK15 (1 Wo.)UK | US2 (… Wo.)US | Erstveröffentlichung: 23. Juni 2023                         |